# Hellesylt
Hellesylt és un petit poble a Stranda, al comtat de Møre og Romsdal, Noruega. El poble es troba a la capçalera del Sunnylvsfjorden, que és una branca del  Storfjorden, una branca famosa del qual, el fiord de Geiranger, es troba a la proximitat. El poble té una superfície de 0,41 km² i una població (2013) al voltant de 253 habitants, però si es tenen en compte les valls properes, el nombre arriba als voltants de 600.
A l'estiu, milers de turistes viatgen a través o es queden a Hellesylt cada dia. La majoria d'ells agafen el transbordador a la població propera de Geiranger, que en temporada alta surt cada hora i mitja. El poble està envoltat de muntanyes i valls. L'Església Sunnylven està situada a Hellesylt, que va ser el centre administratiu de l'antic municipi de Sunnylven
Hellesylt està sota l'amenaça constant de la muntanya Åkerneset, que està a punt d'erosionar al Sunnylvsfjord. Un col·lapse podria causar un tsunami destruint la major part del centre de Hellesylt.

## En la cultura popular
- Publicat el març de 2016,  "The Wave (Bølgen)" és una pel·lícula sobre un desastre noruec basat en la premissa d'un lliscament de roques de la muntanya Åkerneset.[4]